# Экклезий Равеннский
Экклезий (лат. Ecclesius; умер в 532) — епископ Равеннский (521—532). Почитается Католической церковью как святой, память 27 июля. Особо почитается верующими за своё великое сострадание.
Экклезий был епископом Равенны с 521 года до своей смерти. В период его епископства город принадлежал Византийской империи. Им был воздвигнут собор Сан-Витале, украшенный знаменитыми византийскими мозаиками.